# INTERSCHUTZ

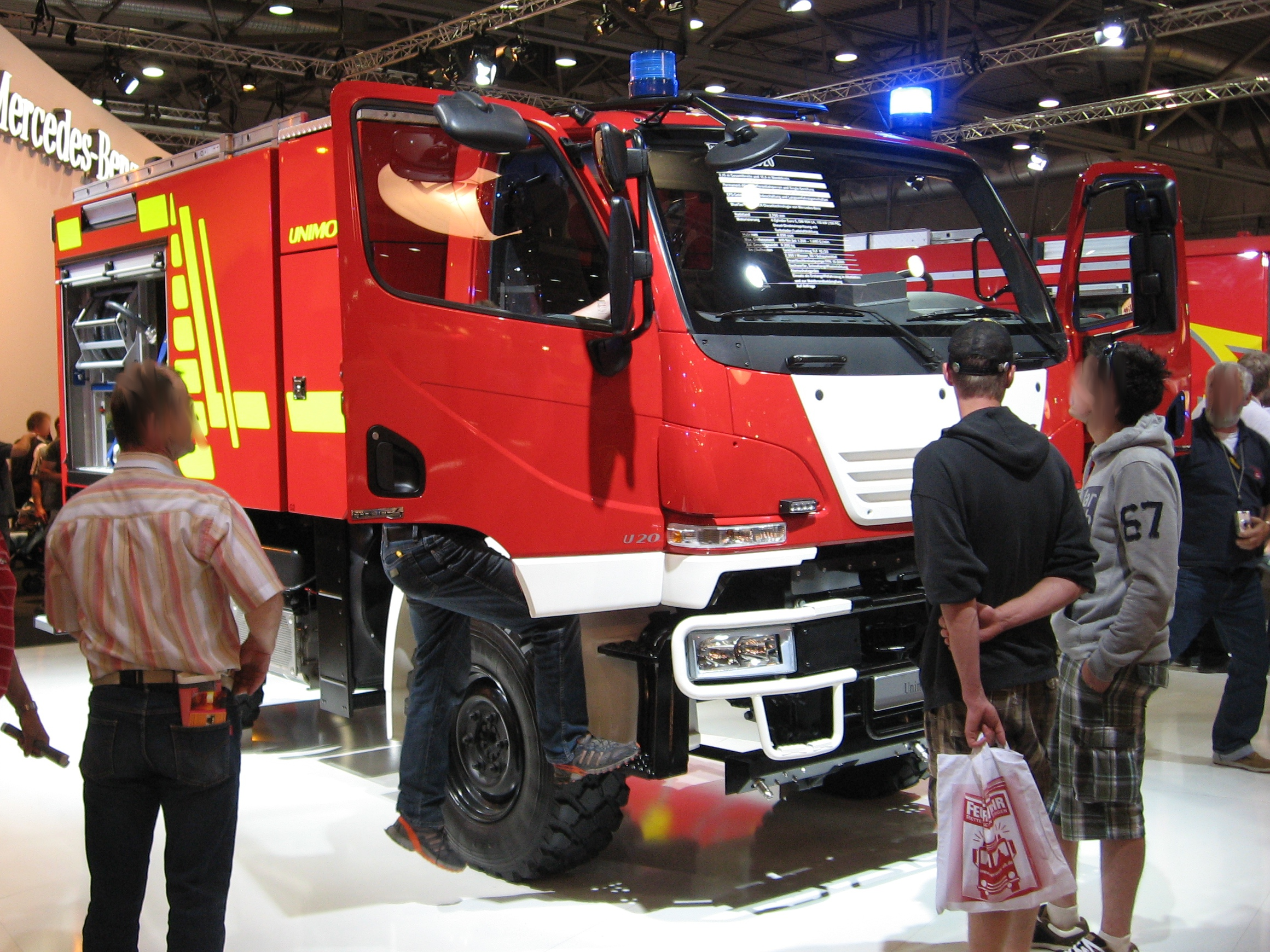
TLF 10-20 (Interschutz)

하노버 소방 박람회(INTERSCHUTZ)는 5년 주기로 독일 하노버에서 개최되는 세계적인 대규모 소방 박람회이다. 소화기, 소방 스프레이, 소화전, 소화 시스템, 개인 보호 장비 등 각종 소방용 제품이 전시된다.

## 역대 개최지
- 1935: 드레스덴
- 1953: 에센
- 1961: 쾰른
- 1972: 프랑크푸르트 암마인
- 1980: 하노버
- 1988: 하노버
- 1994: 하노버
- 2000: Augsburg
- 2005: 하노버
- 2010:0 Leipzig
- 2025년: 하노버